# Jonathan Bullard
Jonathan Bullard (Shelby, 22 ottobre 1993) è un giocatore di football americano statunitense che milita nel ruolo di defensive end per i Minnesota Vikings della National Football League (NFL).

## Carriera

### Chicago Bears
Al college Bullard giocò a football coi Florida Gators dal 2012 al 2015. Fu scelto nel corso del terzo giro (72º assoluto) del Draft NFL 2016 dai Chicago Bears. Debuttò come professionista nel secondo turno contro i Houston Texans mettendo a segno un tackle. Nella settimana 5 fece registrare il suo primo sack su Andrew Luck degli Indianapolis Colts. La sua stagione da rookie si chiuse con 18 tackle in 14 presenze, una delle quali come titolare.

### Arizona Cardinals
Nel 2019 Bullard firmò con gli Arizona Cardinals.

## Statistiche
| Partite totali      | 14  |
| Partite da titolare | 1   |
| Tackle              | 18  |
| Sack                | 1,0 |
| Intercetti          | 0   |
| Fumble forzati      | 0   |